# David Lowe (Schwimmer)
David Lowe (* 28. Februar 1960 in Bulawayo) ist ein ehemaliger britischer Schwimmer. Bei den Olympischen Spielen 1980 in Moskau gewann er mit der britischen 4-mal-100-Meter-Lagenstaffel die Bronzemedaille. 

## Karriere
Der im heutigen Simbabwe geborene David Lowe schwamm für den Harrow & Wealdstone Swimming Club.
Bei den Olympischen Spielen 1980 in Moskau verpasste Lowe den Finaleinzug über 100 Meter Schmetterling als Neunter der Halbfinales nur um 0,12 Sekunden. Die britische Lagenstaffel mit Gary Abraham, Duncan Goodhew, David Lowe und Martin Smith gewann die Bronzemedaille hinter den Australiern und der Staffel aus der Sowjetunion.
1982 bei den Commonwealth Games in Brisbane belegte Lowe den vierten Platz über 100 Meter Schmetterling und den fünften Platz über 100 Meter Freistil. Lowe schwamm auch im Vorlauf der 4-mal-200-Meter-Staffel, die ohne ihn im Finale die Silbermedaille gewann. Die 4-mal-100-Meter-Freistilstaffel mit David Lowe, Philip Hubble, Philip Osborn und Richard Burrell gewann die Silbermedaille hinter den Australiern. Ebenfalls Silber hinter den Australiern erschwammen Stephen Harrison, Adrian Moorhouse, Philip Hubble und David Lowe in der Lagenstaffel.
1984 bei den Olympischen Spielen in Los Angeles schwamm Lowe auf den elften Platz im 100-Meter-Freistilschwimmen. Die britische 4-mal-100-Meter Freistilstaffel mit David Lowe, Roland Lee, Paul Easter und Richard Burrell erreichte den fünften Platz. Auf den sechsten Platz schwamm die britische Lagenstaffel mit Neil Harper, Adrian Moorhouse, Andy Jameson und Richard Burrell. David Lowe kam nur im Vorlauf zum Einsatz.